# Campionato Europeo Velocità 2021
Il campionato Europeo Velocità 2021 è stato la quarantunesima edizione della competizione motociclistica europea.

## Stagione
La Moto2, per il terzo anno consecutivo unica categoria ad assegnare il titolo europeo (nel motociclismo su pista), disputa in quest'annata la sua settima edizione valevole per il titolo continentale, la dodicesima considerando anche quelle valide unicamente per il titolo nazionale spagnolo. Il campionato è iniziato nel fine settimana del 24/25 aprile presso il Estoril ed è terminato il 21 novembre al Circuito di Valencia. La seconda prova ad Aragón è stata annullata per la morte del giovane pilota Hugo Millan, nella contestuale European Junior Cup (trofeo monomarca).
Il titolo va a Fermín Aldeguer con la Boscoscuro B-21 del Team Ciatti. Aldeguer conquista le prime nove gare consecutive e vince il titolo con una gara d'anticipo sulla fine del campionato a Jerez. Al secondo posto si classifica il compagno di squadra di Aldeguerː Alonso López, che vince le restanti due prove. Boscoscuro piazza le sue motociclette nei primi due posti in dieci prove su undici. Il terzo classificato è Lukas Tulovic, su Kalex, autore di una pole position e sei piazzamenti a podio, ma staccato di quasi cento punti da López.
Tra i piloti che prendono parte alla classifica separata della Stock600, prevale lo spagnolo Álex Escrig che vince tutte le gare, tranne l'epilogo stagionale a Valencia, conquistando il titolo già a fine luglio ad Aragón. Secondo, staccato di oltre cento punti, si posiziona Ondřej Vostatek, autore di sei piazzamenti a podio; al terzo posto Kevin Orgis, staccato di poco meno di venti punti da Vostatek.

## Piloti Partecipanti[6]
| Nº | Pilota              | Squadra                                      | Motocicletta    |
| -- | ------------------- | -------------------------------------------- | --------------- |
| 3  | Lukas Tulovic       | Liqui Moly Intact SIC Junior Team            | Kalex Moto2     |
| 4  | Kiko Maria          | Leopard Galp Junior                          | Yamaha YZF-R6   |
| 5  | Luca Ottaviani      | Altogoo! Racing Team                         | Yamaha YZF-R6   |
| 6  | Jacopo Hosciuc      | H43TeamNobby                                 | Yamaha YZF-R6   |
| 7  | Adam Norrodin       | Liqui Moly Intact SIC Junior Team            | Kalex Moto2     |
| 8  | Alessandro Zetti    | SF Racing                                    | Kalex Moto2     |
| 9  | Keminith Kubo       | VR46 Master Camp Team                        | Kalex Moto2     |
| 10 | Guillermo Moreno    | Sima Mayan Pakosta 37                        | Yamaha YZF-R6   |
| 11 | Álex Escrig         | Fau55 Tey Racing                             | Yamaha YZF-R6   |
| 12 | Marc Luna           | Bultaco Racing                               | Bultaco         |
| 13 | Mattia Rato         | Promoracing                                  | Kalex Moto2     |
| 14 | Daijiro Sako        | AntoniBarcelona XCTech                       | Yamaha YZF-R6   |
| 16 | Alex Viu            | EasyRace Team                                | Kalex Moto2     |
| 19 | Alex Viu            | Pertamina Mandalika SAG Stylobike Euvic Team | Kalex Moto2     |
| 18 | Xavier Cardelús     | Promoracing                                  | Kalex Moto2     |
| 20 | Dimas Ekki Pratama  | Pertamina Mandalika SAG Stylobike Euvic Team | Kalex Moto2     |
| 21 | Alonso López        | Boscoscuro Talent Team-Ciatti                | Boscoscuro B-21 |
| 23 | Taiga Hada          | AGR Team                                     | Kalex Moto2     |
| 25 | Andy Verdoïa        | VR46 Master Camp Team                        | Kalex Moto2     |
| 30 | Filip Řeháček       | Avatel-Cardoso Racing                        | Yamaha YZF-R6   |
| 31 | Dino Iozzo          | XIII Motorsports                             | Kawasaki ZX-6R  |
| 31 | Roberto García      | Avatel-Cardoso Racing                        | Yamaha YZF-R6   |
| 32 | McKinley Paz        | VR46 Master Camp Team                        | Kalex Moto2     |
| 33 | Jeremy Bernet       | EasyRace Team                                | Kalex Moto2     |
| 34 | Carlos Torrecillas  | EasyRace Team                                | Yamaha YZF-R6   |
| 35 | Sam Wilford         | AGR Team                                     | Kalex Moto2     |
| 36 | Sander Kroeze       | EasyRace Team                                | Yamaha YZF-R6   |
| 40 | Federico Menozzi    | Fau55 Tey Racing                             | Yamaha YZF-R6   |
| 42 | Martin Vugrinec     | MDR Spaincircuits                            | Yamaha YZF-R6   |
| 43 | Simon Jespersen     | H43TeamNobby                                 | Yamaha YZF-R6   |
| 44 | Kevin Orgis         | Esponsorama Avintia Junior Team              | Yamaha YZF-R6   |
| 45 | Leon Orgis          | Esponsorama Avintia Junior Team              | Yamaha YZF-R6   |
| 47 | Luis Verdugo        | SF Racing                                    | Kalex Moto2     |
| 49 | Álex Pérez          | H43TeamNobby                                 | Yamaha YZF-R6   |
| 49 | Álex Pérez          | Esponsorama Avintia Junior Team              | Yamaha YZF-R6   |
| 50 | Ondřej Vostatek     | Fau55 Tey Racing                             | Yamaha YZF-R6   |
| 52 | Jorel Boerboom      | Boerboom Racing                              | Kalex Moto2     |
| 54 | Fermín Aldeguer     | Boscoscuro Talent Team-Ciatti                | Boscoscuro B-21 |
| 56 | Álex Toledo         | EasyRace Team                                | Yamaha YZF-R6   |
| 62 | Jared Schultz       | Fifty Motorsport                             | Yamaha YZF-R6   |
| 69 | Eduardo Montero     | Fau55 Tey Racing                             | Yamaha YZF-R6   |
| 70 | Takeshi Ishizuka    | EasyRace Team                                | Kalex Moto2     |
| 71 | Christian Faraci    | SF Racing                                    | Kalex Moto2     |
| 74 | Piotr Biesiekirski  | Pertamina Mandalika SAG Stylobike Euvic Team | Kalex Moto2     |
| 81 | Mika Pérez          | Dayam77 Racing Team                          | Yamaha YZF-R6   |
| 83 | Antonio Carpe       | Dayam77 Racing Team                          | Yamaha YZF-R6   |
| 87 | Gian Mertens        | Dholda Racing                                | Kalex Moto2     |
| 88 | Nicolas Chris Czyba | H43Team Nobby                                | Yamaha YZF-R6   |
| 90 | Jamie Davies        | Fifty Motorsport                             | Yamaha YZF-R6   |
| 91 | Diego Pérez         | Bultaco Racing                               | Bultaco         |
| 94 | Andrés González     | EasyRace Team                                | Yamaha YZF-R6   |
| 98 | Tomás de Vries      | DAT Racing Chassis Factory                   | CF-Honda        |
| 99 | Óscar Gutiérrez     | Bultaco Racing                               | Bultaco         |

| Legenda            |
| ------------------ |
| Pilota wildcard    |
| Pilota sostitutivo |

## Calendario[7]
Dove non indicata la nazionalità si intende pilota spagnolo.
| Nº | Data        | Gran Premio         | Circuito  | Giro più veloce  | Vincitore Gara  | Leader del campionato |
| -- | ----------- | ------------------- | --------- | ---------------- | --------------- | --------------------- |
| 1  | 24 aprile   | Portogallo          | Estoril   | Lukas Tulovic    | Fermín Aldeguer | Fermín Aldeguer       |
| 1  | 25 aprile   | Portogallo          | Estoril   | Alonso López     | Fermín Aldeguer | Fermín Aldeguer       |
| 2  | 9 maggio    | Comunità Valenciana | Valencia  | Fermín Aldeguer  | Fermín Aldeguer | Fermín Aldeguer       |
| 3  | 13 giugno   | Catalogna           | Catalogna | Fermín Aldeguer  | Fermín Aldeguer | Fermín Aldeguer       |
| 3  | 13 giugno   | Catalogna           | Catalogna | Fermín Aldeguer  | Fermín Aldeguer | Fermín Aldeguer       |
| 4  | 4 luglio    | Portogallo          | Portimão  | Fermín Aldeguer  | Fermín Aldeguer | Fermín Aldeguer       |
| 4  | 4 luglio    | Portogallo          | Portimão  | Fermín Aldeguer  | Fermín Aldeguer | Fermín Aldeguer       |
| 5  | 25 luglio   | Aragona             | Aragón    | Alonso López     | Fermín Aldeguer | Fermín Aldeguer       |
| 5  | 25 luglio   | Aragona             | Aragón    | Evento annullato |                 | Fermín Aldeguer       |
| 6  | 22 agosto   | Andalusia           | Jerez     | Alonso López     | Fermín Aldeguer | Fermín Aldeguer       |
| 6  | 22 agosto   | Andalusia           | Jerez     | Fermín Aldeguer  | Alonso López    | Fermín Aldeguer       |
| 7  | 21 novembre | Comunità Valenciana | Valencia  | Fermín Aldeguer  | Alonso López    | Fermín Aldeguer       |

## Classifica

### Moto2
| Pos. | Pilota             | Moto       | Portogallo (bandiera) | Portogallo (bandiera) | Comunità Valenciana (bandiera) | Catalogna (bandiera) | Catalogna (bandiera) | Portogallo (bandiera) | Portogallo (bandiera) | Aragona (bandiera) | Aragona (bandiera) | Andalusia (bandiera) | Andalusia (bandiera) | Comunità Valenciana (bandiera) | P.ti |
| ---- | ------------------ | ---------- | --------------------- | --------------------- | ------------------------------ | -------------------- | -------------------- | --------------------- | --------------------- | ------------------ | ------------------ | -------------------- | -------------------- | ------------------------------ | ---- |
| 1    | Fermín Aldeguer    | Boscoscuro | 1                     | 1                     | 1                              | 1                    | 1                    | 1                     | 1                     | 1                  | AN                 | 1                    | 2                    | 2                              | 265  |
| 2    | Alonso López       | Boscoscuro | 2                     | 2                     | 2                              | 2                    | 2                    | 2                     | 3                     | 2                  | AN                 | 2                    | 1                    | 1                              | 226  |
| 3    | Lukas Tulovic      | Kalex      | Rit                   | 3                     | 4                              | 3                    | 3                    | 17                    | 4                     | 4                  | AN                 | 3                    | 3                    | 3                              | 135  |
| 4    | Xavier Cardelús    | Kalex      | 9                     | 13                    | 7                              | 4                    | 5                    | 4                     | 2                     | Rit                | AN                 | 4                    | 4                    | Rit                            | 102  |
| 5    | Adam Norrodin      | Kalex      | 3                     | 4                     | 3                              | Rit                  | 4                    | 3                     | Rit                   | Rit                | AN                 | Rit                  | 6                    | 4                              | 97   |
| 6    | Sam Wilford        | Kalex      | 8                     | 11                    | 10                             | 8                    | 9                    | 6                     | 6                     | 6                  | AN                 | 7                    | 8                    | 7                              | 90   |
| 7    | Mattia Rato        | Kalex      | 11                    | 7                     | 9                              | 10                   | 11                   | 5                     | 5                     | 13                 | AN                 | 10                   | 12                   | 13                             | 70   |
| 8    | Taiga Hada         | Kalex      | 6                     | 5                     | Rit                            |                      |                      |                       |                       | 3                  | AN                 | 6                    | 5                    | 6                              | 68   |
| 9    | Dimas Ekky Pratama | Kalex      | 7                     | 8                     | 5                              | 6                    | 18                   | Rit                   | 7                     |                    |                    | 8                    | 9                    | 12                             | 67   |
| 10   | Álex Toledo        | Kalex      | 12                    | 9                     | 6                              | Rit                  | 6                    | 8                     | 9                     | 9                  | AN                 | 12                   | 10                   | 12                             | 67   |
| 11   | Keminith Kubo      | Kalex      | 4                     | 6                     | Rit                            | Rit                  | NP                   | Rit                   | 18                    | 7                  | AN                 | 5                    | 7                    | 8                              | 60   |
| 12   | Álex Escrig        | Yamaha     | 13                    | 10                    | 12                             | 11                   | 10                   | 9                     | 10                    | 12                 | AN                 | 11                   | 14                   | 10                             | 54   |
| 13   | Piotr Biesiekirski | Kalex      | 5                     | Rit                   | Rit                            | 5                    | Rit                  |                       |                       | 8                  | AN                 |                      | 11                   |                                | 42   |
| 14   | Alessandro Zetti   | Kalex      | Rit                   | NP                    | 11                             | 9                    | 8                    | 10                    | 8                     |                    |                    |                      |                      |                                | 34   |
| 15   | Alex Viu           | Kalex      |                       |                       |                                | Rit                  | 7                    |                       |                       | 5                  | AN                 |                      |                      |                                | 20   |
| 16   | McKinley Paz       | Kalex      |                       |                       |                                | Rit                  | 21                   | 7                     | Rit                   | 10                 | AN                 | Rit                  | 13                   | 7                              | 18   |
| 17   | Andy Verdoïa       | Kalex      | 10                    | 12                    | 8                              |                      |                      |                       |                       |                    |                    |                      |                      |                                | 18   |
| 18   | Takeshi Ishizuka   | Kalex      | 15                    | 15                    | 16                             |                      |                      | 11                    | 11                    | 11                 | AN                 |                      |                      |                                | 17   |
| 19   | Ondřej Vostatek    | Yamaha     | 18                    | 21                    | 17                             | 13                   | 12                   | 12                    | 12                    | 19                 | AN                 | 15                   | 16                   | 19                             | 16   |
| 20   | Sander Kroeze      | Yamaha     | 14                    | 22                    | 13                             | NP                   | NP                   | 15                    | 14                    | 14                 | AN                 | 14                   | Rit                  | 20                             | 12   |
| 21   | Roberto García     | Yamaha     |                       |                       |                                |                      |                      |                       |                       |                    |                    |                      |                      | 5                              | 11   |
| 22   | Kevin Orgis        | Yamaha     | 16                    | 20                    | 22                             | 14                   | 13                   | 13                    | 13                    | 16                 | AN                 | 18                   | 17                   | 21                             | 11   |
| 23   | Diego Pérez        | Bultaco    |                       |                       |                                |                      |                      |                       |                       |                    |                    | 13                   | Rit                  | 9                              | 10   |
| 24   | Leon Orgis         | Yamaha     | 17                    | 16                    | NP                             | 12                   | 14                   | 14                    | Rit                   | 15                 | AN                 | 21                   | Rit                  | 15                             | 10   |
| 25   | Óscar Gutiérrez    | Bultaco    |                       |                       |                                | 7                    | Rit                  |                       |                       |                    |                    |                      |                      |                                | 9    |
| 26   | Mika Pérez         | Yamaha     | 19                    | 14                    | 14                             |                      |                      |                       |                       |                    |                    |                      |                      |                                | 4    |
| 27   | Guillermo Moreno   | Yamaha     | Rit                   | 19                    | 18                             | 15                   | 15                   | 18                    | 15                    | 17                 | AN                 |                      |                      |                                | 3    |
| 28   | Carlos Torrecillas | Yamaha     |                       |                       |                                |                      |                      |                       |                       |                    |                    |                      |                      | 14                             | 2    |
| 29   | Andrés González    | Yamaha     |                       |                       |                                |                      |                      |                       |                       |                    |                    | 16                   | 15                   |                                | 1    |
| 30   | Simon Jerspersen   | Yamaha     |                       |                       | 15                             |                      |                      |                       |                       |                    |                    |                      |                      |                                | 1    |
| Pos. | Pilota             | Moto       | Portogallo (bandiera) | Portogallo (bandiera) | Comunità Valenciana (bandiera) | Catalogna (bandiera) | Catalogna (bandiera) | Portogallo (bandiera) | Portogallo (bandiera) | Aragona (bandiera) | Aragona (bandiera) | Andalusia (bandiera) | Andalusia (bandiera) | Comunità Valenciana (bandiera) | P.ti |

| Legenda | 1º posto        | 2º posto            | 3º posto           | A punti      | Senza punti        | Grassetto – Pole position Corsivo – Giro più veloce |
| Legenda | Gara non valida | Non qual./Non part. | Ritirato/Non class | Squalificato | '-' Dato non disp. | Grassetto – Pole position Corsivo – Giro più veloce |

### Stock 600
Tutti i piloti che prendono parte a questa classifica, tranne Dino Iozzo che partecipa con una Kawasaki senza ottenere punti, utilizzano motociclette Yamaha.
| Pos. | Pilota             | Portogallo (bandiera) | Portogallo (bandiera) | Comunità Valenciana (bandiera) | Catalogna (bandiera) | Catalogna (bandiera) | Portogallo (bandiera) | Portogallo (bandiera) | Aragona (bandiera) | Aragona (bandiera) | Andalusia (bandiera) | Andalusia (bandiera) | Comunità Valenciana (bandiera) | P.ti |
| ---- | ------------------ | --------------------- | --------------------- | ------------------------------ | -------------------- | -------------------- | --------------------- | --------------------- | ------------------ | ------------------ | -------------------- | -------------------- | ------------------------------ | ---- |
| 1    | Álex Escrig        | 1                     | 1                     | 1                              | 1                    | 1                    | 1                     | 1                     | 1                  | AN                 | 1                    | 1                    | 2                              | 270  |
| 2    | Ondřej Vostatek    | 5                     | 7                     | 5                              | 3                    | 2                    | 2                     | 2                     | 7                  | AN                 | 3                    | 3                    | 7                              | 157  |
| 3    | Kevin Orgis        | 3                     | 6                     | 8                              | 4                    | 3                    | 3                     | 3                     | 4                  | AN                 | 5                    | 4                    | 9                              | 139  |
| 4    | Sander Kroeze      | 2                     | 8                     | 2                              | NP                   | NP                   | 5                     | 4                     | 2                  | AN                 | 2                    | Rit                  | 8                              | 120  |
| 5    | Leon Orgis         | 4                     | 3                     | NP                             | 2                    | 4                    | 4                     | Rit                   | 3                  | AN                 | 7                    | Rit                  | 4                              | 113  |
| 6    | Guillermo Moreno   | Rit                   | 5                     | 6                              | 5                    | 5                    | 7                     | 5                     | 5                  | AN                 |                      |                      |                                | 74   |
| 7    | Federico Menozzi   | 9                     | 9                     | 10                             | 8                    | 8                    |                       |                       | NQ                 | NQ                 | 8                    | 7                    |                                | 53   |
| 8    | Mika Pérez         | 6                     | 2                     | 3                              |                      |                      |                       |                       |                    |                    |                      |                      |                                | 46   |
| 9    | Álex Pérez         | 8                     | Rit                   | 7                              | 6                    | 6                    |                       |                       |                    |                    |                      |                      | 10                             | 43   |
| 10   | Filip Řeháček      |                       |                       |                                |                      |                      | 6                     | 6                     |                    |                    | Rit                  | 6                    | 5                              | 41   |
| 11   | Nicolas Czyba      | NP                    | NP                    |                                |                      |                      |                       |                       | 6                  | AN                 | 6                    | 5                    | 6                              | 41   |
| 12   | Andrés González    |                       |                       |                                |                      |                      |                       |                       |                    |                    | 4                    | 2                    |                                | 33   |
| 13   | Roberto García     |                       |                       |                                |                      |                      |                       |                       |                    |                    |                      |                      | 1                              | 25   |
| 14   | Antonio Carpe      | 7                     | 4                     | NP                             |                      |                      |                       |                       |                    |                    |                      |                      |                                | 22   |
| 15   | Jared Schultz      |                       |                       |                                | 7                    | 7                    |                       |                       |                    |                    |                      |                      |                                | 18   |
| 16   | Carlos Torrecillas |                       |                       |                                |                      |                      |                       |                       |                    |                    |                      |                      | 3                              | 16   |
| 17   | Simon Jerspersen   |                       |                       | 4                              |                      |                      |                       |                       |                    |                    |                      |                      |                                | 13   |
| 18   | Kiko Maria         | Rit                   | NP                    | 9                              |                      |                      |                       |                       |                    |                    |                      |                      |                                | 7    |
| 19   | Jamie Davies       |                       |                       |                                |                      |                      |                       |                       |                    |                    |                      |                      | 11                             | 5    |
| 20   | Eduardo Montero    |                       |                       |                                |                      |                      |                       |                       |                    |                    |                      |                      | 12                             | 4    |
| 21   | Luca Ottaviani     |                       |                       |                                |                      |                      |                       |                       |                    |                    |                      |                      | 13                             | 3    |
| Pos. | Pilota             | Portogallo (bandiera) | Portogallo (bandiera) | Comunità Valenciana (bandiera) | Catalogna (bandiera) | Catalogna (bandiera) | Portogallo (bandiera) | Portogallo (bandiera) | Aragona (bandiera) | Aragona (bandiera) | Andalusia (bandiera) | Andalusia (bandiera) | Comunità Valenciana (bandiera) | P.ti |

| Legenda | 1º posto        | 2º posto            | 3º posto           | A punti      | Senza punti        | Grassetto – Pole position Corsivo – Giro più veloce |
| Legenda | Gara non valida | Non qual./Non part. | Ritirato/Non class | Squalificato | '-' Dato non disp. | Grassetto – Pole position Corsivo – Giro più veloce |

## Sistema di punteggio
| Pos.  | 1  | 2  | 3  | 4  | 5  | 6  | 7 | 8 | 9 | 10 | 11 | 12 | 13 | 14 | 15 | 16> |
| Punti | 25 | 20 | 16 | 13 | 11 | 10 | 9 | 8 | 7 | 6  | 5  | 4  | 3  | 2  | 1  | 0   |